# Chaetotheresia crassa
Chaetotheresia crassa là một loài ruồi trong họ Tachinidae.